# Brother Sun, Sister Moon
Brother Sun, Sister Moon (em italiano:  Fratello sole, sorella luna; Brasil: Irmão Sol, Irmã Lua; Portugal: São Francisco de Assis) é um filme ítalo-britânico de 1972 dirigido por Franco Zeffirelli, com trilha sonora de Riz Ortolani e canções de Donovan, que canta em inglês o conjunto de trilha sonora do filme para o público estrangeiro. Claudio Baglioni as interpreta na versão lançada na Itália.

## Sinopse
Dramatização dos eventos na vida de Francesco de Bernardone, suas visões, a audiência com o papa Inocêncio 3º e sua amizade com Clara de Assis.

## Elenco
- Graham Faulkner ... Francisco de Assis
- Judi Bowker ... Clara de Assis
- Leigh Lawson ... Bernardo
- Kenneth Cranham ... Paolo
- Lee Montague ... Pietro di Bernardone
- Valentina Cortese ... Pica di Bernardone
- Alec Guinness ... papa Inocêncio 3º
- Michael Feast ... Silvestro
- Nicholas Willatt ... Giacondo
- John Sharp ... bispo Guido
- Adolfo Celi ... cônsul
- Francesco Guerrieri ... Deodato
- Peter Firth
- Carlo Hinterman
- Carlo Pisacane ... pe. Damião

## Prêmios e indicações
- Oscar (1974)

Indicado na categoria melhor direção de arte
- BAFTA

Indicado na categoria melhor figurino[carece de fontes?]
- David di Donatello (1972)

Melhor direção[carece de fontes?]